# Marta Fernández Vázquez

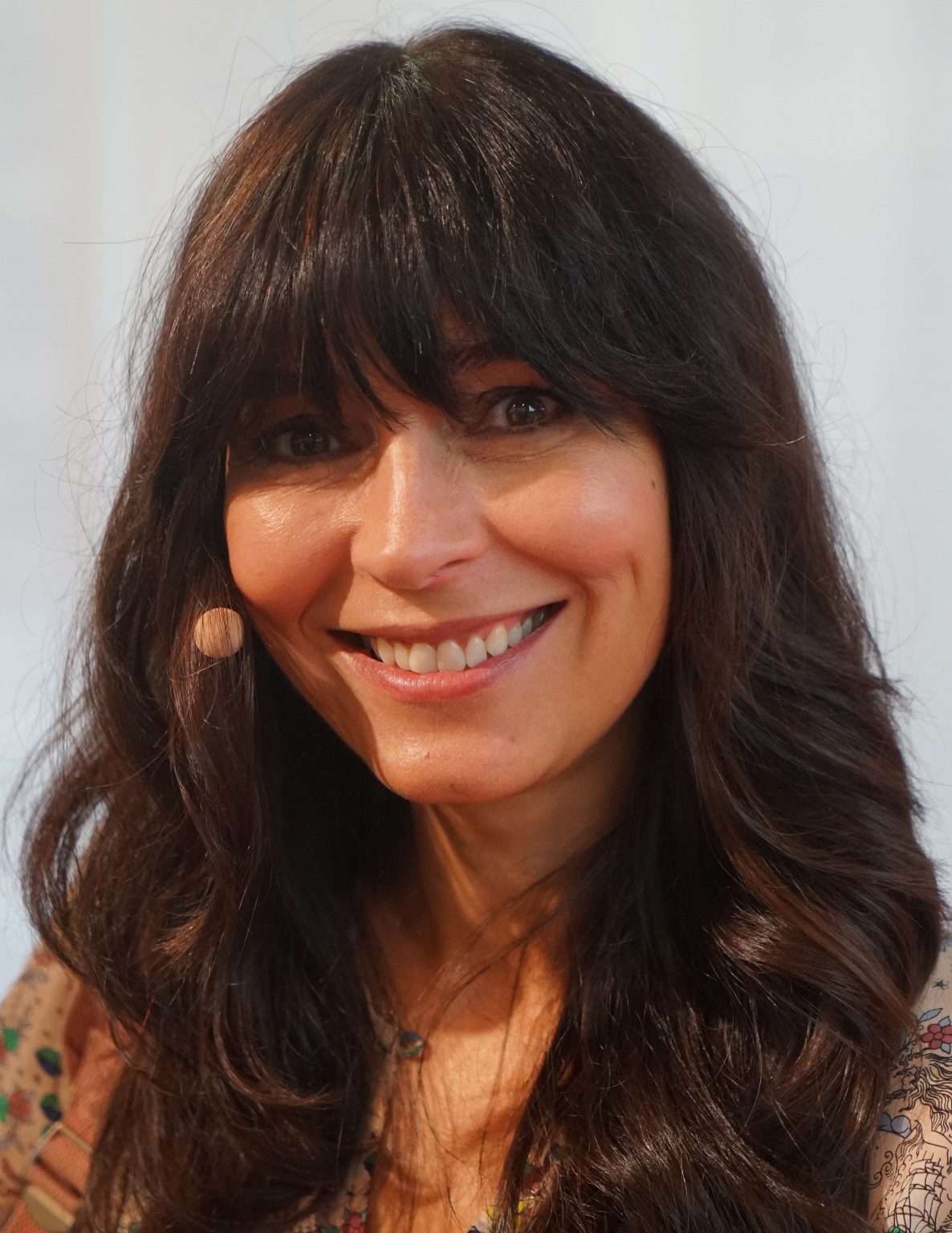
Marta Fernández Vázquez (2022)

Marta Fernández Vázquez (* 8. September 1973 in Madrid) ist eine spanische Journalistin und Schriftstellerin.

## Berufsleben
Nach einem Studium der Journalistik an der Universität Complutense Madrid begann Marta Fernández ihre berufliche Laufbahn bei Diario 16 und TVE. Ihr Debüt vor der Kamera gab sie 1997 bei Telemadrid. Sie gehörte zwei Jahre später zum Gründungsteam des Nachrichtensenders CNN+. Von dort wechselte Fernández 2007 zu Mediaset, wo sie die Mittagsausgabe der Nachrichtensendung Informativos Telecinco leitete. Bis 2016 moderierte sie dort auch Noticias Cuatro und Sondersendungen.
Fernández wechselte zur Tageszeitung El País und machte politische und kulturelle Reportagen sowie Interviews. Sie berichtete auch in audiovisuellen Formaten und übernahm die Moderatorin von Jubiläumsveranstaltungen der Zeitung. Als Mitarbeiterin der Sendung A partir de hoy kehrte sie 2020 zu TVE zurück. Für die Kulturzeitschrift Jot Down und die Radiosendung La Ventana von Cadena SER leistet Fernández regelmäßig Beiträge.
Im Jahr 2012 wurde Fernández mit der Antena de Oro (Goldene Antenne) ausgezeichnet. Sie moderiert regelmäßig Veranstaltungen von Kulturstiftungen, Museen, Verlagen und anderen Unternehmen.
In Fernsehserien spielte Fernández mehrfach eine Nachrichtensprecherin bzw. -moderatorin. Im Jahr 2014 erschien ihr erster Roman, 2021 das zweite Buch. Daneben vertritt sie den Autor Thomas Pynchon in Europa.

## Werke
- Te regalaré el mundo. Planeta, 2014.
- No te enamores de cobardes. Círculo de Tiza, 2021.

## Filmografie
- Génesis, en la mente del asesino. 2007.
- La que se avecina. 2008.
- Rabia. 2015.